# Macesnova polonica
Macesnova polonica (znanstveno ime Aphidecta obliterata) je vrsta polonic, ki je razširjena po Evropa, evropskem delu Rusije, Kavkazu, Transkavkazu, Mali Aziji ter po delih Severne Amerike.

## Opis in biologija
Odrasli hrošči merijo v dolžino med 3,5 in 5 mm in so aktivni spomladi in poleti. Živijo na iglavcih, še posebej na macesnih, kjer se hranijo z raznimi listnimi ušmi, predvsem iz poddružine Lachninae in z ušmi šiškaricami (Adelgidae).

## Variacije
Med variacije sodijo:
- Aphidecta obliterata var. fenestrata Weise
- Aphidecta obliterata var. illigeri Weise
- Aphidecta obliterata var. livida Dejean
- Aphidecta obliterata var. pallida Thunberg
- Aphidecta obliterata var. sexnotata Thunberg